# Marais salé alluvial du Tigre et de l'Euphrate
Localisation
Le marais salé alluvial du Tigre et de l'Euphrate est une écorégion terrestre définie par le Fonds mondial pour la nature (WWF), qui appartient au biome des prairies et savanes inondables de l'écozone paléarctique. Il est constitué d'un complexe de lacs d'eau douce peu profonds, de marais, de marécages et des plaines saisonnièrement inondées entre les fleuves Tigre, Euphrate et Karoun, dans le Sud de l'Irak et de l'Iran. 
La végétation de l'écorégion est dominée par les plantes aquatiques - roseaux (Phragmites), massettes (Typha) et papyrus (Cyperus). Le climat y est subtropical, chaud et aride. L'hydrologie de ces vastes marais est extrêmement importante pour l'écologie de la toute la partie supérieure du golfe Persique.